# Pouy
Pouy ist eine französische Gemeinde mit 40 Einwohnern (Stand 1. Januar 2022) im Département Hautes-Pyrénées in der Region Okzitanien. Sie gehört zum Kanton Les Coteaux und zum Arrondissement Tarbes. 

## Lage
Sie ist umgeben von folgenden Nachbargemeinden:
| Devèze |                                             | Lalanne |
|        | Kompassrose, die auf Nachbargemeinden zeigt |         |
|        | Villemur                                    |         |

## Bevölkerungsentwicklung

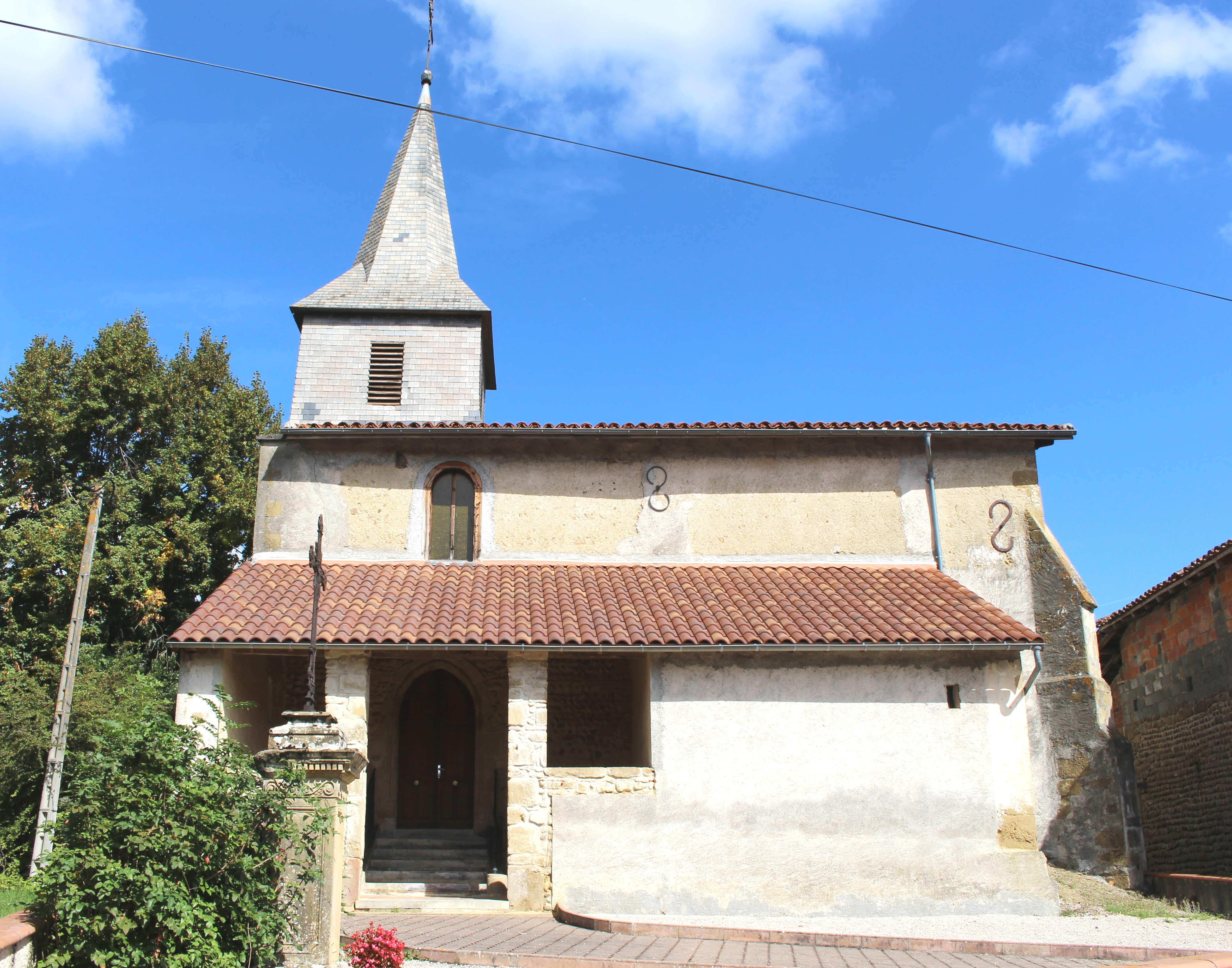
Himmelfahrts-Kirche in Pouy

| Jahr                      | 1962 | 1968 | 1975 | 1982 | 1990 | 1999 | 2008 | 2016 |
| ------------------------- | ---- | ---- | ---- | ---- | ---- | ---- | ---- | ---- |
| Einwohner                 | 41   | 40   | 44   | 35   | 32   | 38   | 36   | 44   |
| Quelle: Cassini und INSEE |      |      |      |      |      |      |      |      |